# Burgin (Kentucky)
Pour les articles homonymes, voir Burgin.
Burgin est une ville américaine située dans le comté de Mercer, dans le Kentucky. Selon le recensement de 2020, sa population est de 979 habitants.